# John Bacon

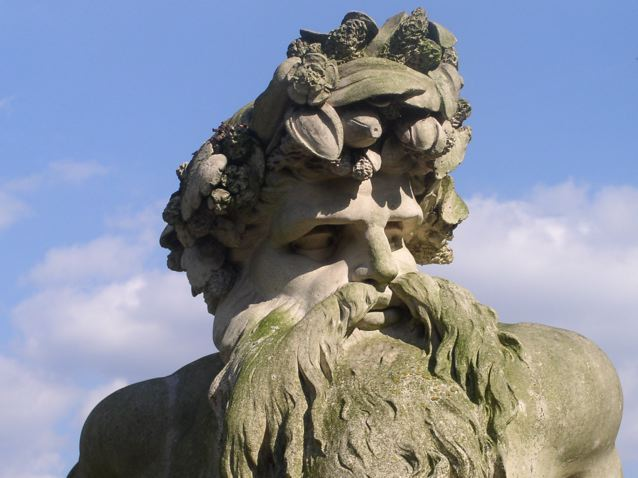
Escultura de piedra Padre Támesis

John Bacon (Southwark, 24 de noviembre de 1740 - Londres, 4 de agosto de 1799) fue un escultor británico, hijo de un tejedor en el condado de Somerset.

## Biografía
A los 14 años entró como aprendiz en una fábrica de porcelana en Lambeth, donde comenzó a pintar motivos sobre la porcelana y después a modelar. Su sentido de la observación crítica sobre varios objetos creados por escultores de renombre determinó la dirección para dirigir su genio. Los imitó con tanto éxito que 1758, una pequeña figura, que ha enviado a la Academia de las Artes (Society of Arts), recibió un premio, y las primas más altas de esta sociedad le fueron asignadas nueve veces entre 1763 y 1776.
Durante su aprendizaje, también mejoró su trabajo técnico en materiales artificiales, un arte en el que alcanzó la perfección. Bacon comenzó a trabajar en mármol en 1763, y durante sus primeros pasos en esta técnica, mejoró el método de transferencia del modelo sobre el mármol (una técnica de sacar los puntos más importantes) con la invención de un instrumento más eficiente que los existentes hasta entonces. Esta herramienta tenía varias ventajas: era más precisa, podía medir las diferencias entre los puntos en todas las direcciones, consiguiendo la talla y la forma con un pequeño compás y se podía utilizar sobre el mármol y sobre el modelo.
En 1769, ganó la primera medalla de oro otorgada por la Royal Academy de Gran Bretaña con un bajorrelieve que representaba La huida de Eneas de Troya. En 1770, expuso una estatua de Marte, por la que ganó la medalla de oro de la Academia de las Artes y el título de Asociado de la Real Academia.
Gracias a su éxito, fue contratado para ejecutar un busto del rey Jorge III del Reino Unido para la Iglesia Chrétienne de Oxford. Consiguió así los favores del rey, aunque fue regularmente criticado por su ignorancia de los estilos clásicos. Intentó demostrar lo contrario, en varias de sus esculturas que se encuentran en la más pura tradición clásica. Murió el 4 de agosto de 1799 y está enterrado en la capilla de Whitfield, en Londres.

## Obras
Sus obras se pueden admirar en el Reino Unido:
- Bath: en la Abadía
- Bristol: en la Catedral
- Londres: en la Catedral de San Pablo
- Oxford: en la Iglesia Cristiana y en la Universidad de Pembroke
- Westminster: en la Abadía